# NGC 1851
NGC 1851 (noto anche come C 73) è un ammasso globulare visibile nella costellazione della Colomba.
Visibile appena con un binocolo, un telescopio di 150mm di apertura già inizia a mostrare le componenti più brillanti; tuttavia il centro dell'ammasso, esteso su 5' d'arco, è estremamente concentrato, al punto che diventa impossibile risolverlo neppure con i più potenti telescopi amatoriali e semiprofessionali. NGC 1851 ha una magnitudine assoluta di -8,25, e dista dal Sole quasi 40.000 anni-luce. NGC 1851 fa parte della Salsiccia di Gaia, una galassia nana fusasi con la Via Lattea circa 8, 11 miliardi di anni fa.

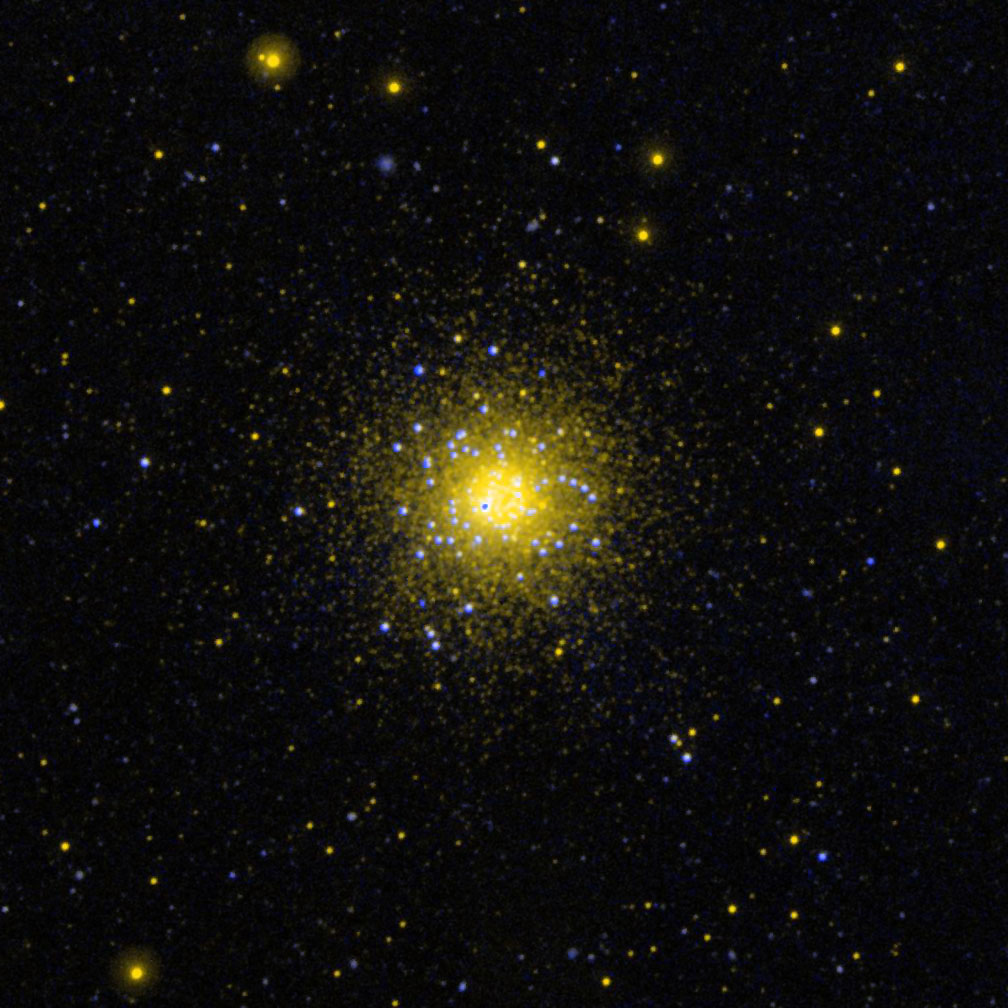
NGC 1851 all'ultravioletto (NASA/GALEX)